# William Mohr
William Alan Mohr (23 de maio de 1959) é um político americano que é membro do Partido da Constituição. Ele é o candidato do Partido da Constituição para vice-presidente dos Estados Unidos na Eleição presidencial nos Estados Unidos em 2020.

## Início da vida
Mohr nasceu em Grand Rapids, Michigan e cresceu em Byron Center, no mesmo estado, um dos seis filhos. Ele trabalhou como caminhoneiro e gerente de planta de produção de alimentos.  Atualmente, ele é "autônomo no setor de construção/manutenção"

## Carreira política
Mohr era anteriormente republicano e serviu como delegado republicano por seis anos. Ele ingressou no Partido da Constituição em 2005. Mohr concorreu à Câmara dos Deputados do Michigan, no Distrito 72, em 2006 e no Distrito 76 em 2008, 2012 e 2016 como candidato do Partido dos Contribuintes dos Estados Unidos. Ele também atua como presidente desse partido.  Mohr procurou uma nomeação para a Comissão da Cidade de Grand Rapids em janeiro de 2016. Ele concorreu a um assento no Conselho de Administração de Martin, Michigan em 2018, mas perdeu a eleição.
Mohr foi escolhido por unanimidade como candidato à vice-presidência do Partido da Constituição em maio de 2020, concorrendo na chapa de Don Blankenship.
Politicamente, Mohr é fortemente conservador. Ele apóia a redução de impostos e regulamentos econômicos e a redução da taxa de divórcio.

## Vida pessoal
Mohr tem 6 filhos e 4 enteados de sua esposa Cheryl, além de 18 netos.